# Alice Vrebos
Alice Vrebos (21 oktober 1920) was een Belgisch grafica.
Vrebos verzorgde boekillustraties voor uitgaven bestemd voor zowel volwassenen als voor kinderen. Vrebos werkte voor de uitgeverijen Bossaert, Durendal, Heideland, De Magneet, Manteau, Moderne Uitgeverij, Proost, Snoeck-Ducaju, Frans Van Belle.
Door haar geïllustreerde auteurs waren onder andere:
- James Fenimore Cooper: Le dernier des Mohicans
- Johan Daisne: Maud Monaghan. Een spionnageverhaal, Aurora
- Martien de Beuck: Tim en de Chinese klok
- Felix de Keye: Vier jongens in een kano
- Maria de Lannoij (Tante Ko): In een hoekje met een boekje, Vacantiepret
- Gravin de Ségur: Boekeltje, Gedenkschriften van Steiloor, Gouden hartjes, De herberg "In den Engelbewaarder" , De zuster van Griboel
- Lucie Delarue-Madrus
- P.A. Fernic
- Roger Frings
- Tony Heidekens: Ik zeg het met een vers: bloemlezing poëzie voor kinderen, In de schaduw der schoorsteenen, Normalist, weet ge 't nog?; De fikke, Ik zeg het met een vers: bloemlezing gedichten voor de jeugd, De trektocht der vier
- Richard Heinze
- René Maran: De ziel der Afrikaansche wildernis
- Lou Mourik: Bakker koffiekoek: sprookje, Knorknor gaat eikels zoeken: sprookje, Het liedje van Piedewietje: sprookje, Van een prinsesje dat altijd hoofdpijn had: sprookje, Vijf muizen gaan verhuizen
- Ben Putteman
- Leo Roelants: Even verpozen, Wie? Hoe? Waarom?
- Sophie de Ségur
- Cornelis Jan Staes: Het groote oogenblik: psychologische roman
- Leen Van Marcke: Schipperskind, Kriekenbolleke